# Espectroscopia Raman
A espectroscopia Raman é uma técnica fotônica de alta resolução que pode proporcionar, em poucos segundos, informação química e estrutural de quase qualquer material, composto orgânico ou inorgânico permitindo assim sua identificação. Esse fenômeno foi observado experimentalmente em 1928 por Chandrasekhara Venkata Raman, na Índia e, por esse motivo, foi chamado de efeito Raman.
Sua análise se baseia na luz, monocromática, colimada, coerente e de determinada frequência, espalhada ao incidir sobre o material a ser estudado, cuja maior parte da luz espalhada também apresenta a mesma frequência daquela incidente. Somente uma pequena porção da luz é espalhada inelasticamente frente as rápidas mudanças de frequência, devido à interação da luz com a matéria, e é uma característica intrínseca do material analisado e independe da frequência da luz incidente.
A luz que manteve a mesma frequência da incidente não revela qualquer informação sobre o material e é chamada de espalhamento Rayleigh, mas aquela que mudou revela a composição molecular deste mesmo e é conhecido como espalhamento Raman.
Esta técnica é aplicada diretamente sobre a amostra em questão, não sendo necessário fazer uma preparação especial no material. Além do mais, não há alteração na superfície que se faz a análise.

## Conceito
É uma técnica que usa uma fonte de laser, que ao atingir um objeto, é espalhada por ele, gerando luz de mesma energia ou de energia diferente da incidente. No primeiro caso, o espalhamento é chamado de elástico e não
é de interesse, este é o chamado espalhamento Rayleigh. Entretanto, o mais importante é efeito inelástico (segundo caso), também conhecido como efeito Raman, que possibilita obter muitas informações importantes sobre a composição química do objeto em análise a partir dessa diferença de energia. Isto gera uma assinatura da composição química de cada material irradiada, também conhecido como impressão digital (fingerprint).
Na prática, um feixe de radiação laser de baixa potência é usado para iluminar pequenas áreas do objeto de interesse e ao incidir sobre a área definida, é espalhado em todas as direções, sendo que uma pequena parcela dessa radiação é espalhada inelasticamente, isto é, com frequência (ou comprimento de onda) diferente da incidente (E = hν ou E = h.c.λ-1). O espalhamento inelástico pode ser subdividido em dois tipos: Stokes e anti-Stokes. O efeito Stokes ocorre quando as moléculas recebem a energia no seu estado fundamental, e o anti-stoke a molécula já está em estado excitado. Efeito Raman também gera três modelos vibracionais nas moléculas: bend,symmetric or asymmetric strech; Sendo o número de modelos vibracionais traduzidos pelas seguintes fórmulas matemáticas:3n-6 para moléculas não lineares, por exemplo: água (H2O) e 3n-5 para moléculas lineares, por exemplo gás carbônico (CO2), sendo n representa número de átomos da molécula.
A banda de deslocamento Raman, a diferença de energia entre a incidida e a espalhada, é tipicamente descrita como número de onda (wavenumber). A unidade mais usada é 1/cm, isso é equivalente a joule dividido por fator de conversão (hc), onde h é constante de Planck e c é a velocidade da luz.
Caso seja utilizado um microscópio óptico convencional no qual a objetiva tanto serve para focalizar o feixe incidente na amostra quanto para coletar a radiação que é espalhada por ela, tem-se a Microscopia Raman, a qual permite o estudo de áreas de até 1 μm (10-6 m)de diâmetro. O interessante é que a diferença de energia entre a radiação incidente e a espalhada corresponde à energia com que átomos presentes na área estudada estão vibrando e essa frequência de vibração permite descobrir como os átomos estão ligados, ter informação sobre a geometria molecular, sobre como as espécies químicas presentes interagem entre si e com o ambiente, entre outras coisas. É por esse motivo que essa ferramenta é tão poderosa, permitindo inclusive a diferenciação de polimorfos, isto é, substâncias que tem diferentes estruturas e, portanto, diferentes propriedades, apesar de terem a mesma fórmula química, como o massicote e litargírio, ambos óxidos de chumbo (PbO) porém com diferentes estruturas cristalinas (ortorrômbica e tetraédrica, respectivamente).
Como não há somente um tipo de vibração, uma vez que geralmente as espécies químicas presentes são complexas, a radiação espalhada inelasticamente é constituída por um número muito grande de diferentes frequências (ou componentes espectrais) as quais precisam ser separadas e ter sua intensidade medida. Cada espécie química, seja um pigmento, corante, substrato, aglutinante, veículo ou verniz, fornece um espectro que é como sua impressão digital, permitindo sua identificação inequívoca ou, por exemplo, a detecção de alterações químicas decorrentes de sua interação com outras substâncias ou com a luz.
A análise por Espectroscopia Raman é feita sem necessidade de preparações ou manipulações de qualquer natureza, como pulverização por exemplo. Quando a amostra é muito grande, ela pode ser examinada através de um sistema especial de lentes ou através de fibras ópticas. Atualmente são comercializados tanto microscópios Raman dedicados quanto equipamentos convencionais que podem ter o microscópio como acessório e em ambos os casos a utilização de fibras ópticas é um recurso essencial quando o objeto analisado é muito grande para caber no compartimento de amostras ou quando seu transporte até o laboratório não é possível. Um outro aspecto importante é a possibilidade de exploração de alguns efeitos especiais, como o efeito Raman ressonante e efeito SERS (Surface Enhanced Raman Scattering).

## Aplicações
A espectroscopia de Raman é comumente utilizado em química, visto que a informação vibracional é específica para as ligações químicas e simetria de moléculas. Por conseguinte, proporciona uma impressão digital através da qual a molécula pode ser identificada. Por exemplo, as frequências de vibração de SiO, Si2O2 , e S3O3 foram identificadas e caracterizadas com base em análises de coordenadas normais utilizando espectros de infravermelho e Raman. A região de impressão digital de moléculas orgânicas é no ( número de onda ) variam 500-2000 cm -1 . Outra forma que a técnica é utilizada é a de estudar alterações nas ligações químicas, como quando um substrato é adicionado a uma enzima.
Este efeito vem sendo utilizado em várias áreas de interesse tais como: detecção de narcóticos e explosivos em aeroportos, caracterização de artefatos arqueológicos e análises mineralógica de solos arqueológicos, estudos de biochar, pesquisas sobre diagênese de fósseis, análise de fluídos corpóreos em investigações forenses e também como ferramenta de pesquisa de vida em Marte.

### Área Química
Na química de estado sólido e a indústria bio-farmacêutica, a espectroscopia de Raman pode ser usada para identificar não só (ID) ingredientes farmacêuticos activos (API), mas no caso de várias formas polimórficas, isto também pode ser utilizado para identificar a forma polimórfica da API. Por exemplo, existem quatro formas polimórficas diferentes da API ( aztreonam ) na Cayston , um medicamento comercializado pela Gilead Sciences para fibrose cística . Tanto a espectroscopia de infravermelho como de Raman podem ser utilizadas para identificar e caracterizar o API, que é usado na formulação de Cayston . Em formulações bio-farmacêuticas, deve-se usar não só a molécula correta, mas a forma polimórfica correta, como diferentes formas polimórficas têm diferentes propriedades físicas, por exemplo, a solubilidade, ponto de fusão, espectros de Raman e / infravermelhos.
Vários projetos de investigação demonstraram o uso da espectroscopia Raman como um meio para detectar explosivos usando feixes de laser a uma distância segura ( Portendo de 2008, [4 ] TU Vienna de 2012 [ 5 ] ). [ 6 ]

### Área Física
Em física do estado sólido , espectroscopia Raman espontâneo é usada para, entre outras coisas, caracterizar materiais, medir temperatura , e encontrar a orientação cristalográfica de uma amostra. Tal como acontece com moléculas individuais, um determinado material sólido tem características fônons modos que podem ajudar um experimentador identificá-lo. Além disso, a espectroscopia de Raman pode ser utilizado para observar outras excitações de baixa frequência dos sólidos, tais como plasmons, magnons, e excitações no gap (hiato ótico) de supercondutor . O sinal de Raman espontânea dá informação sobre a população de um determinado modo de fonão da relação entre o Stokes (downshifted) intensidade e anti-Stokes (upshifted) intensidade.
Espalhamento Raman por um anisotrópica cristal dá informações sobre a orientação de cristal. A polarização da luz difusa de Raman no que diz respeito ao cristal e a polarização da luz de laser pode ser utilizado para encontrar a orientação do cristal, se a estrutura do cristal (para ser mais específico, o seu grupo de pontos ) é conhecido.
A espectroscopia de Raman é a base para a detecção de temperatura distribuído (DTS) ao longo de fibras ópticas, que utiliza a retrodifusão em Raman deslocado de impulsos de laser para determinar a temperatura ao longo de fibras ópticas.
Fibras ativos Raman, tais como aramida e carbono, têm modos de vibração que mostram uma mudança na frequência Raman com tensão aplicada. polipropileno fibras também apresentam mudanças semelhantes. O modo de respiração radial é uma técnica utilizada para avaliar o diâmetro dos nanotubos de carbono. Em nanotecnologia, um microscópio de Raman pode ser utilizado para analisar os nano-fios de compreender melhor a composição das estruturas.

### Área Mineralógica
A espectroscopia Raman é muito útil no trabalho de identificação e caracterização de espécies minerais. Como a técnica não é destrutiva, é possível investigar minerais raros que são preservados em museus ou amostras que são utilizadas em atividades didáticas. Atualmente, são mais de 5400 espécies minerais reconhecidas pela Associação Mineralógica Internacional (IMA) e muitas delas foram identificadas com o auxílio da espectroscopia Raman.

### Área Biomédica
Espectroscopia Raman espacialmente deslocamento (SORS), que é menos sensível do que a superfície camadas de Raman convencional, pode ser utilizado para descobrir fármacos falsificados sem abertura respectivas embalagens, e para monitorização não invasiva de tecido biológico. espectroscopia de Raman pode ser utilizado para investigar a composição química de documentos históricos, como o Livro de Kells, e contribuir para o conhecimento das condições sociais e econômicas do momento da produção dos documentos. Isto é especialmente útil porque espectroscopia Raman oferece um modo não-invasivo para determinar a melhor curso de preservação ou conservação de tratamento para tais materiais.
O espalhamento inelástico também pode ser utilizado na área bio-médica, pois permite caracterização dos componentes celulares normais e alterados, podendo identificar núcleos, nucléolos, organelas, e tecidos patológicos como: desorganização epitelial, tanto na sua arquitetura ou orientação celular bem como composição bioquímica,  Portanto, é uma arma importante para diagnóstico de lesões neoplásicas, e atualmente as assinaturas bio-químicas de alguns tipos de câncer já foram estabelecidas e vêm sendo utilizadas na prática clínica, podemos citar: Câncer de pulmão, cervix uterino, colon retal, esôfago, tireóide, pele.
Analisadores de gases Raman tem muitas aplicações práticas. Por exemplo, eles são utilizados na medicina para a monitorização em tempo real de misturas de gases anestésicos respiratórios e durante a cirurgia.
Espectroscopia Raman também tem sido utilizada para confirmar a previsão da existência de fonões de baixa frequência [6] em proteínas e ADN (ver, por exemplo, [ 6 -9 ] ) estimular grandemente os estudos de baixa frequência movimento colectivo em proteínas e ADN e as suas funções biológicas. [ 6 -7 ]
Moléculas repórter Raman com olefinas ou alcino porções estão a ser desenvolvidos para permitir a imagiologia do tecido com SERS marcado com anticorpos . [ 10 ] espectroscopia Raman também tem sido usada como uma técnica não-invasiva para em tempo real, na caracterização bioquímica de cura de feridas in situ e análise multivariada dos espectros Raman permitiu uma medida quantitativa da ferida progresso de cicatrização. [ 11 ] espectroscopia Raman tem uma vasta utilização em estudos de biominerais. [12-13]

## Microespectroscopia
Espectroscopia Raman oferece várias vantagens para microscópico análise. Uma vez que é uma técnica de espalhamento, as amostras não precisam ser fixos ou seccionado. Os espectros de Raman podem ser recolhidos a partir de uma área muito pequena (<1 μm de diâmetro); estes espectros permitem a identificação de espécies presentes nessa área. Água geralmente não interfere com a análise espectral Raman. Assim, espectroscopia de Raman é adequada para o exame microscópico de minerais , materiais tais como polímeros e cerâmicos, células , proteínas e vestígios de provas forenses. Um microscópio de Raman começa com um microscópio óptico comum, e adiciona um laser de excitação, um monocromador , e um detector sensível (tal como um dispositivo de carga acoplada (CCD), ou fotomultiplicador tubo (PMT)). FT-Raman também tem sido utilizada com microscópios ultravioleta e óptica UV melhorada deve ser usado quando uma fonte de laser de UV é usada para microespectroscopia Raman.
Na imagem direta , todo o campo de visão é examinado para dispersar sobre uma pequena gama de números de onda (Raman muda). Por exemplo, um número de onda característico para o colesterol pode ser utilizado para registar a distribuição de colesterol dentro de uma cultura de células.
A outra abordagem é imagem hiperespectral ou imagem química , em que milhares de espectros Raman são adquiridos de todo o campo de visão. Os dados podem então ser usadas para gerar imagens que mostram a localização e quantidade de componentes diferentes. Tomando como exemplo a cultura de células, uma imagem hiperespectral poderia mostrar a distribuição de colesterol, bem como proteínas, ácidos nucleicos, e ácidos gordos. Técnicas de sinalização e de processamento de imagens sofisticadas podem ser usadas para ignorar a presença de água, meios de cultura, tampões, e outras interferências.
Microscopia de Raman, e em particular, microscopia confocal , tem muito alta resolução espacial. Por exemplo, as resoluções foram laterais e profundidade de 250 nm e 1,7 mm, respectivamente, usando um microespectrómetro de Raman confocal com a linha de 632,8 nm de um laser de hélio-néon com um orifício de 100 um de diâmetro. Uma vez que as lentes objectivas de microscópio focar o feixe de laser para vários micrómetros de diâmetro, o fluxo de fótons resultante é muito mais elevado do que os obtidos em instalações convencionais de Raman. Isto tem a vantagem de uma maior extinção da fluorescência . No entanto, o elevado fluxo de fotões pode também causar degradação da amostra, e por esta razão algumas configurações necessitam de um substrato termicamente condutora (que actua como um dissipador de calor), a fim de atenuar este processo.
Outra abordagem chamada de imagem Raman mundial [14] usa imagens monocromáticas completas em vez de reconstrução de imagens de espectros adquiridos. Esta técnica está a ser utilizado para a caracterização de dispositivos de grande escala, mapeamento de diferentes compostos e dinâmica estudo. Ele já tem sido utilizado para a caracterização de grafeno camadas, [15] corantes dentro J-agregados nanotubos de carbono [ 16] e vários outros materiais 2D como MoS2 e WSe2. Uma vez que o feixe de excitação é dispersa ao longo de todo o campo de vista, estas medições podem ser feitas sem danificar a amostra.
Através da utilização de Raman microespectroscopia, in vivo tempo e resolvido-espaço espectros Raman de amostras microscópicas de regiões pode ser medido. Como resultado, a fluorescência da água, mídia e buffers pode ser removido. Consequentemente in vivo tempo e espectroscopia Raman resolvida no espaço é adequado para examinar as proteínas , células e órgãos .
Microscopia Raman para os espécimes biológicos e médicos geralmente usa infravermelho próximo (NIR) lasers (785 diodos nm e 1064 nm Nd: YAG são especialmente comuns). Isto reduz o risco de danificar a amostra mediante a aplicação de comprimentos de onda mais elevados de energia. No entanto, a intensidade da NIR Raman é baixa (devido à ω 4 dependência de espalhamento Raman intensidade), ea maioria dos detectores requerem tempos de coleta muito longos. Recentemente, detectores mais sensíveis tornaram-se disponíveis, tornando a técnica mais adequada para uso geral. Microscopia Raman de espécimes inorgânicos, tais como pedras e cerâmicas e polímeros, pode usar uma ampla gama de comprimentos de onda de excitação. [ 17]

## Microscopia confocal de Raman
A microscopia confocal de Raman refere-se à capacidade de filtrar o volume espacialmente análise da amostra, no XY (lateral) e Z (profundidade) dos eixos. Para um design confocal verdade, os limites de resolução espacial é definida principalmente pelo comprimento de onda do laser e a qualidade do feixe de laser que é usado e do tipo de objectivo microscópio seleccionado e assim por diante. Para a mais alta resolução espacial, um bem adaptado alta ampliação da objetiva e visível excitação laser, muitas vezes, produzem os melhores resultados. Resolução espacial típica é da ordem de 0,5-1 uM.[18]
O primeiro microscópio confocal foi inventado em 1955 e patenteado em 1957 por Marvin Minsky, estudante de pós-doutorado da Universidade de Harvard (USA) A microscopia confocal pode ser associada com diferentes técnicas, tal como: Absorção, Reflexão, Transmissão, Emissão, Fotoluminescência, Fluorescência ou Espectroscopia Raman.[18]
A sonda Microscópica Confocal é composta por fibras, lentes, espelhos, câmera e por uma objetiva. As fibras são responsáveis por guiar o laser até a sonda e também levar o sinal espalhado da amostra até o espectrômetro. As lentes e os espelhos são necessários para fazer o caminho óptico dentro do microscópio e o acoplamento dos sinais nas fibras e objetiva. A câmera serve para visualizar a superfície da amostra em análise. [18]
Um exemplo utilizado é uma micro-sonda acoplada em que fibra óptica é um laser de 633 nm. Examinaram mudanças na composição molecular e na estrutura do estrato córneo, a partir de diferentes sítios anatômicos e camadas da pele. Principais variações espectrais foram detectadas nas seguintes regiões: 800-900 cm-1 (aminoácidos); 1200-1290 cm-1 (proteínas); e de 1030 a 1130 cm -1, 1300-1450 cm-1, e 2800 a 2900 cm-1 (lipídios). Esses achados resultam de alterações no estrato córneo nos componentes naturais tais como hidratação, lipídios, proteínas. [18]  O laser de titânio safira também é utilizado na espectroscopia do Raman dispersivo por fibra óptica com comprimento de onda de 785 nm permite uma boa penetração da luz na pele, minimiza a fluorescência e não causa qualquer degradação térmica ou fotoquímica. A potência do laser focalizada sobre a amostra foi mantida a 50 mW, o que não destrói amostras biológicas. [18]
A junção do microscópio confocal ao sistema Raman, permite em tempo real e com elevada especificidade, detectar alterações bioquímicas presentes em tecidos vivos, sem a necessidade de dissecação. Com isso, o espectro obtido fornece informações moleculares sobre a composição estrutural e bioquímica da amostra em estudo, assim fornecendo espectros característicos  que podem ser utilizados tanto para fins diagnósticos  como terapêuticos. [19-20].